# 根特门

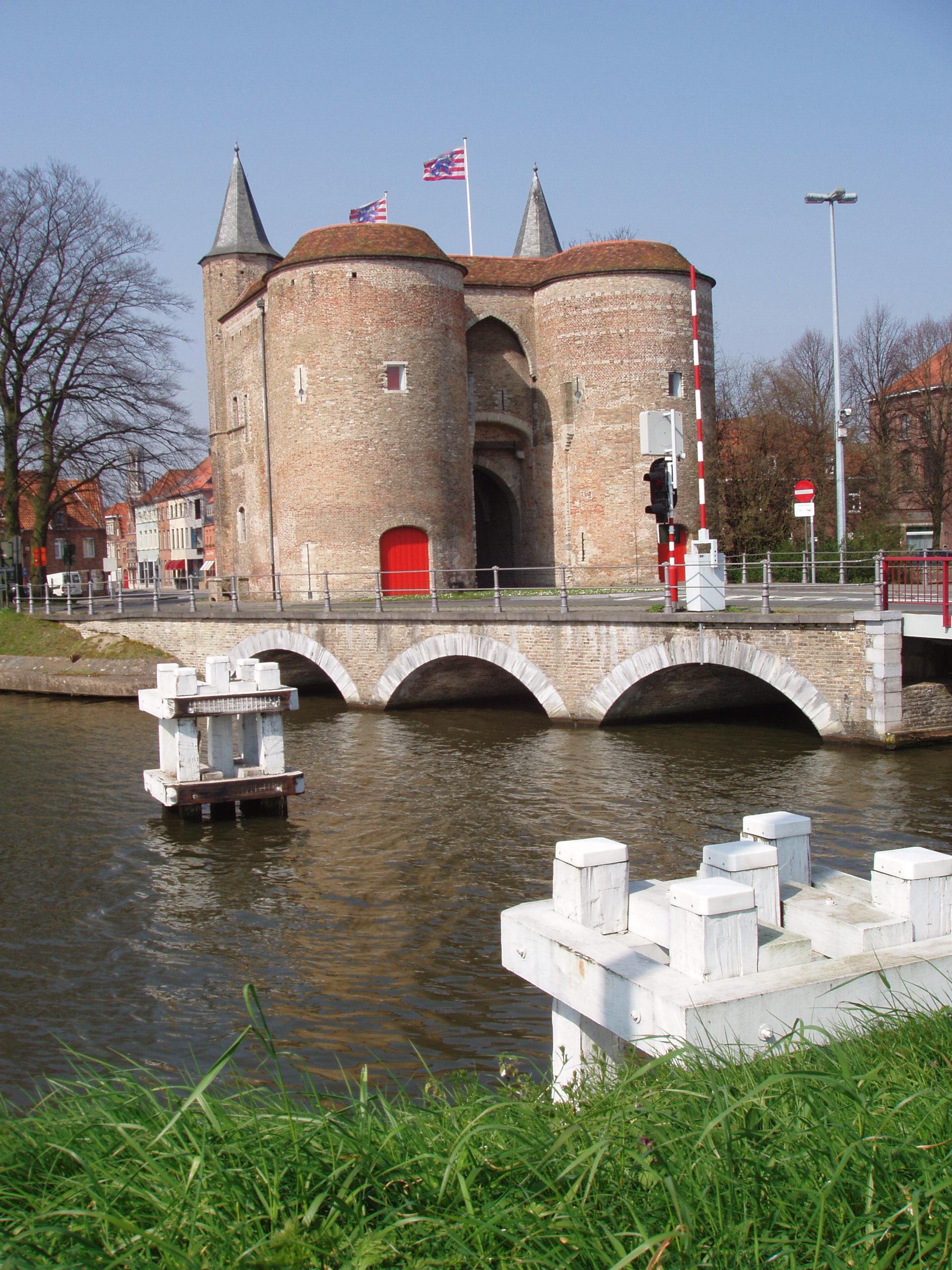
根特门

根特门（Gentpoort）是比利时布鲁日现存的四个城门之一。它是1297年布鲁日第二城墙的一部分，目前的城门，与十字门（Kruispoort）和凯瑟琳门（Katelijnepoort）均为扬·奥德纳尔德建于15世纪初。现在设有一个博物馆。根特门前的根特门大桥跨越环城运河（Ringvaart）。